# سریم
سِریم (به انگلیسی: Cerium) عنصر شیمیایی است که در جدول تناوبی دارای نشان Ce و عدد اتمی ۵۸ است.

## خصوصیات قابل توجه
سریم عنصر فلزی خاکستری رنگی است که به گروه لانتانیدها تعلق دارد. این عنصر در برخی از آلیاژهای غیرمتداول در طبیعت، به کار می‌رود و شکل اکسید شده آن در صنعت شیشه مورد استفاده قرار می‌گیرد. از نظر رنگ و درخشش شبیه آهن است، اما هم نرم بوده و هم چکش‌خوار و انعطاف‌پذیر است.
در بین عناصر خاکی کمیاب، تنها اروپیم واکنش پذیرتر از سریم است. محلول‌های قلیایی رقیق و اسیدهای غلیظ به سرعت به این فلز حمله می‌کنند. در صورت خراش نوع خالص این فلز با چاقو احتمال سوختن آن وجود دارد. سریم در آب سرد به آرامی و در آب گرم به سرعت تجزیه می‌شود.
به علت نزدیکی نسبی ۴f و اربیتال‌های مدار بیرونی در سریم، این عنصر خواص شیمیایی جالب توجهی دارد؛ مثلاً فشردن این عنصر وقتی که در حال سرد شدن است، حالت اکسیداسیون آن را از تقریباً ۳ به ۴ تغییر می‌دهد.
سریم در حالت اکسیداسیون ۳+ cerous و در حالت اکسیداسیون ۴+ ceric نامیده می‌شود.
نمک‌های سریم (IV) نارنجی، قرمز یا زردفام هستند، درحالی که نمک‌های سریم (III) معمولاً سفیدند.

## کاربردها
موارد استفاده از سریم:
- در متالورژی:
  - سریم در ساخت آلیاژهای آلومینیم و برخی از فولادها و آهن‌ها به کار می‌رود.
  - افزودن سریم به چدن مانع تشکیل گرافیت به هنگام انجماد شده و باعث به دست آمدن نوعی چدن چکش‌خوار می‌شود.
- در الکترونیک و نیم رسانا
  - به عنوان نا خالصی به ترکیب فسفر سانس در دیود نورگسیل سفید اضافه می‌شود.